# Именная ваза

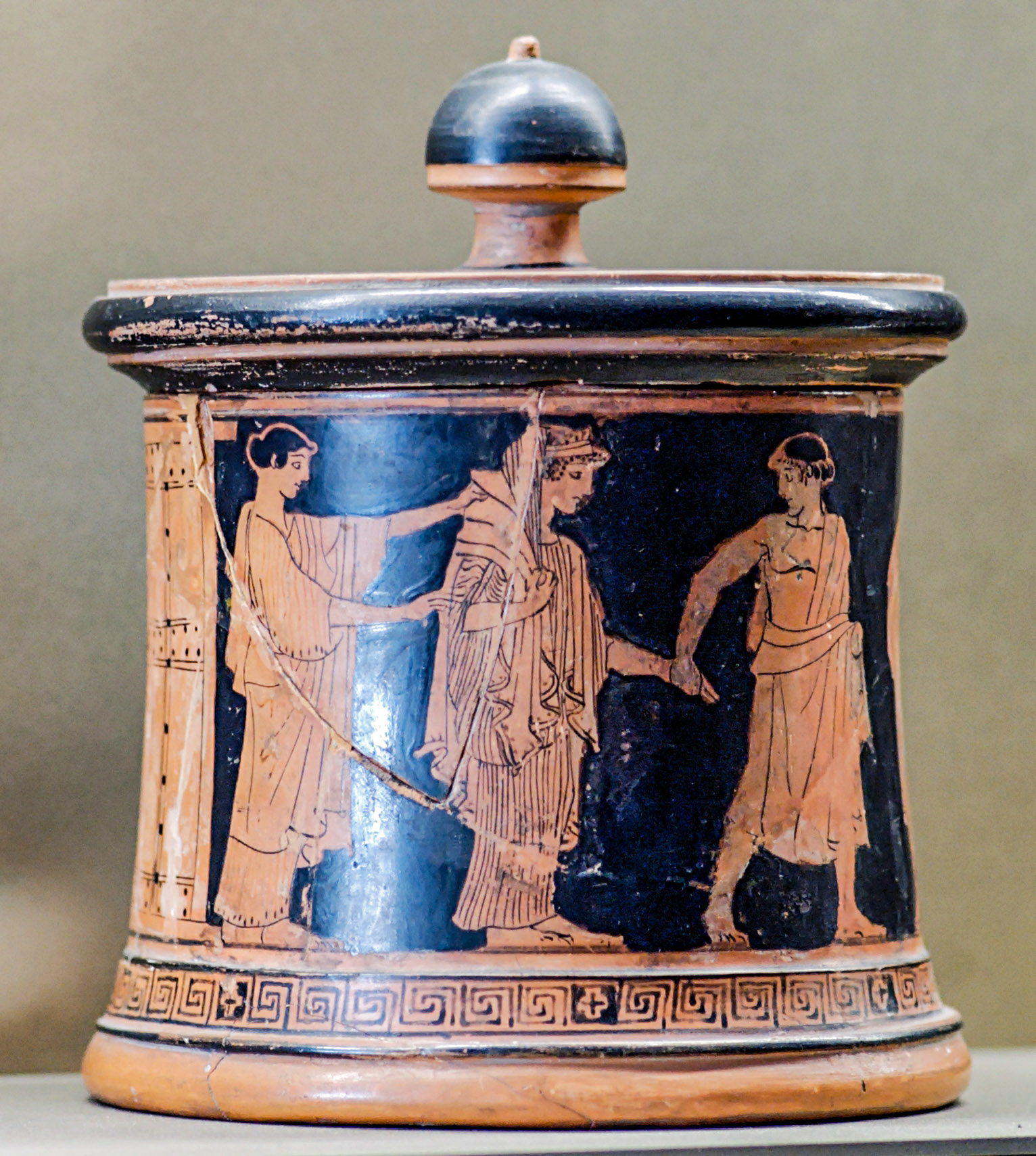
Именная ваза вазописца свадеб - пиксиды, Свадьба Фетиды и Пелея

Именная ваза — ваза анонимного создателя, по которой можно выделить и идентифицировать конкретного мастера. Тогда автор получает своё условное имя по названию самой вазы (вазописец Великого Афинского канфара, вазописец Лондонской пелики), или по названию сцены (вазописец Хоэфоры, вазописец ада, вазописец Илиуперса или вазописец свадеб), или фигур, изображенных на вазе (например, вазописец Афродиты, вазописец Дария, вазописец Пана и другие).
Выделение таких условных имен необходимо, поскольку большинство древнегреческих вазописцов и гончаров не подписывали свои работы. Кроме выше приведенных критериев, мастер может быть назван по месту находки именной вазы (например, вазописец Наццано, Кайванский вазописец, вазописец Эретрии), местом хранения именной вазы (Берлинский вазописец, Йенский вазописец, Бостонский вазописец СА, Бруклинско-Будапештский вазописец), по форме именной вазы (вазописец диносов, вазописец фиал), по имени гончара, который создал вазу (вазописец Амасиса, вазописец Андокида), по особенностям техники росписи (вазописец белых лиц) или по надписи «калос» (вазописец Антифон).
Для аттических расписных ваз большинство условных имен вазописцов введены в научный оборот Джоном Бизли. Он был первым исследователем, который начал изучать и сопоставлять их работы систематически. Для вазописцов южно-итальянского вазописи (Апули , Кампания, Лукания, Пестум и Сицилия) аналогичную роль сыграл Артур Дейл Трендал.